# سفارة كولومبيا في فنزويلا
سفارة كولومبيا في فنزويلا هي أرفع تمثيل دبلوماسي لدولة كولومبيا لدى فنزويلا. تقع السفارة في كاراكاس وهي تهدف لتعزيز المصالح الكولومبية في فنزويلا.

## وصلات خارجية
- قائمة سفارات كولومبيا
- قائمة السفارات في فنزويلا